# Astrachán
Astrachán je obchodní označení pro textilní imitaci poloperziánu (astrachánské ovce).

## Způsob výroby
- Osnovní plyš, tkanina s vlasem z mohérové, hedvábné, polyesterové nebo viskózové příze. Vlas se upravuje praním, mačkáním a pařením.[2]
- Osnovní pletenina.[3] Vyrábí se na strojích s pěti kladecími přístroji. Do základní pleteniny tvořené s pomocí tří kladecích přístrojů se vkládá tlustá zkadeřená nit, která je vedena speciálními trubicemi upevněnými na lištách dalších dvou kladecích přístrojů.[4]
- Froté
  - Astrachán se tká v keprové vazbě, na poměrně řídké základní tkanině se tvoří smyčky z vlasových osnovních niti s pomocí  jehel umístěných na  paprsku tkacího stroje. Jehly jsou mechanicky ovládány tak, že při každém třetím útku se zvedají a tvoří smyčky. Jako surovina se původně  používala směs vlna/shoddy (40/60 %). Tkanina se zpravidla  krabuje, smyčky se zkadeřují počesáváním (podobně jako ratiné).[5] [6]
  - Astrachán v luxusním provedení se tkal jako  prutový plyš. Naproti tomu levná varianta zvaná „knitted“ (pletený) astrachán  sestávala z bavlněné základní tkaniny a z vlněných smyček ze směsi s podílem 80 % odpadů. Vlasová nit (300 tex) z česané vlny byla obeskána (140 zákrtutů/m) mykanou přízí.[7]

## Použití
Pláště, bundy, nábytkové potahy, koberce, obuvní svršky. Aktuální nabídka (2025) tkaného astrachánu v maloobchodě sestává např. z 54% acetátu, 36%  modacrylu a 10 %polyesteru. Cena 9 €/m (140-150 cm)

## Galerie astrachánu

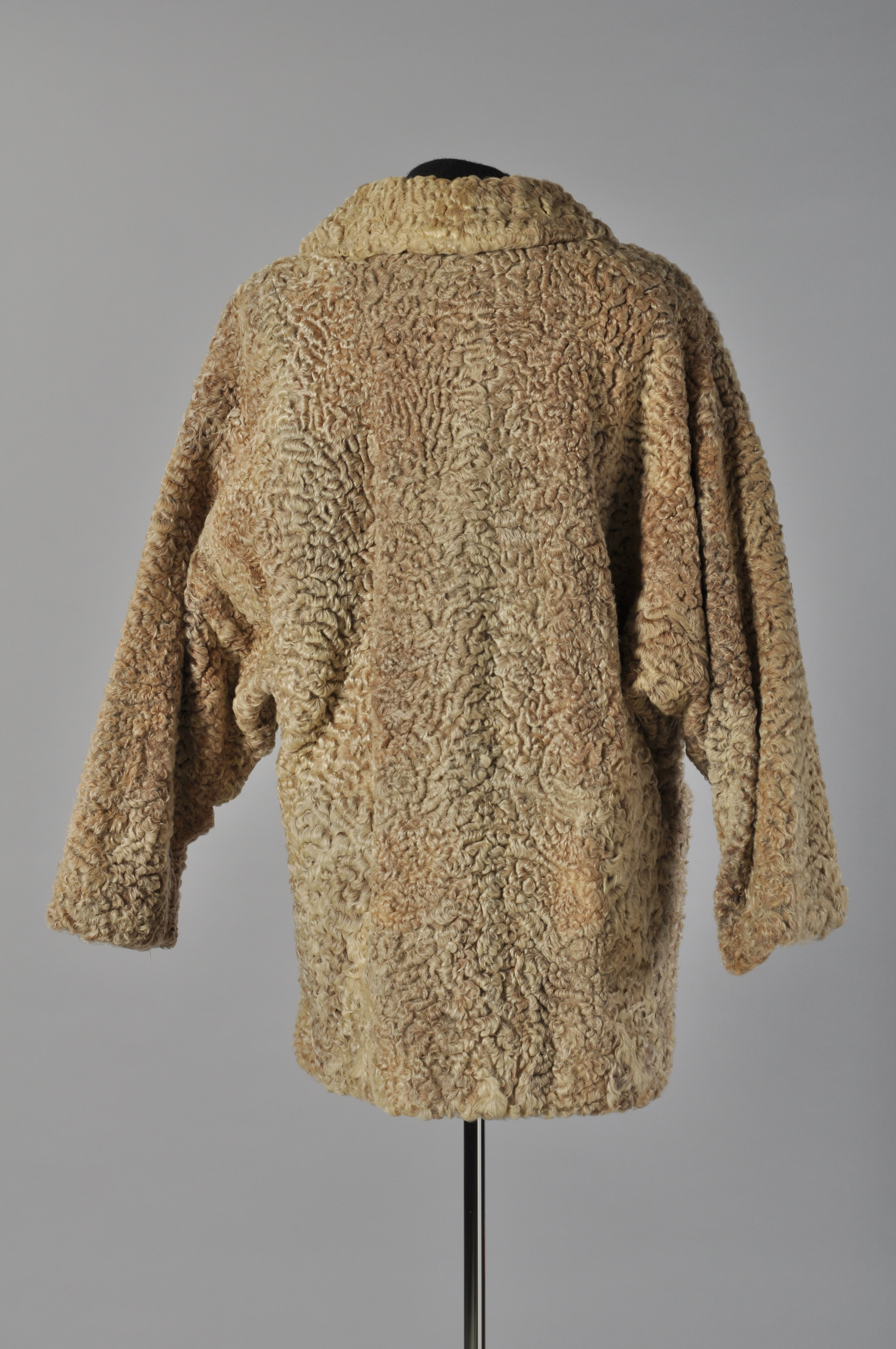
Kožešina z astrachánské ovce  z konce 20. století (muzeum Rotterdam)
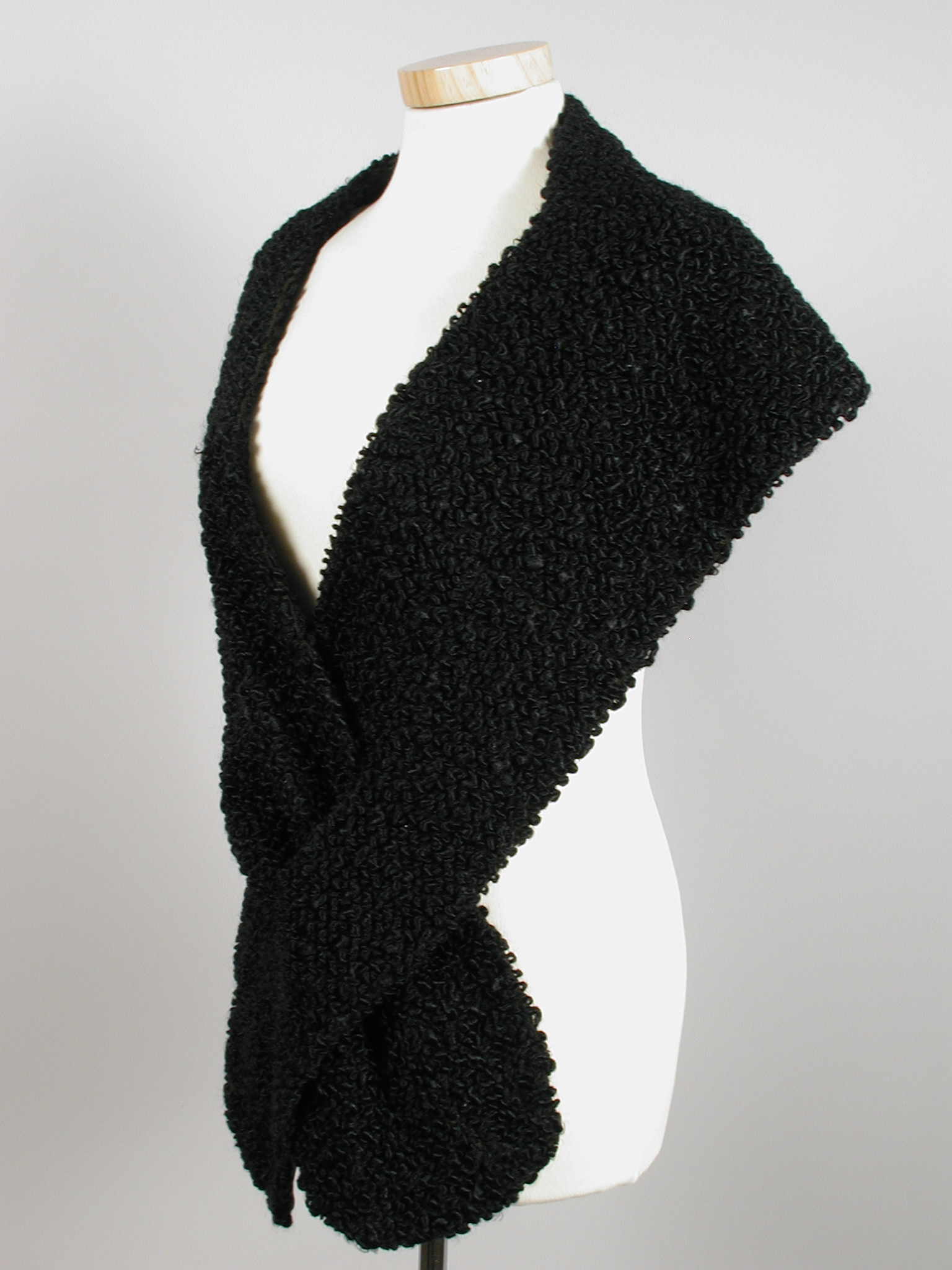
Límec z imitátu astrachánu z 2. poloviny 20. století (muzeum Rotterdam)
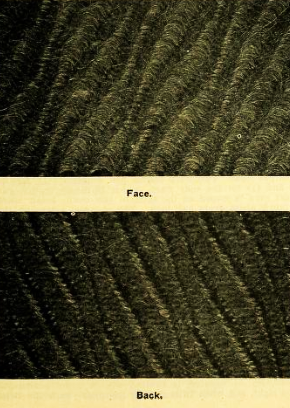
Lícní a rubní strana astrachánu tkaného asi v roce 1910
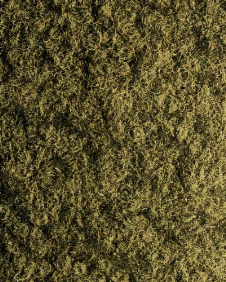
„Vlněný plyš“ - imitace astrachánské kožešiny ze směsi hrubé vlny, shoddy a mohéru. Tkanina s hmotností 1000 g/m² (asi z roku 1914)
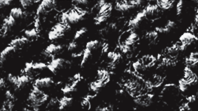
Snímek tkaniny (z objemných vlasových nití) z roku 1923